# 調露
調露（679年六月—680年八月）是唐高宗李治的第十個年号。共计2年。

## 改元
- 儀鳳四年——六月三日，改元調露元年。[2][3][4]
- 調露二年——八月二十三日，改元永隆元年。[5][6][7]

## 纪年
| 調露 | 元年  | 二年  |
| ---- | ----- | ----- |
| 公元 | 679年 | 680年 |
| 干支 | 己卯  | 庚辰  |

## 參看
- 中國年號索引

## 引用
1. ↑  李崇智，《中國歷代年號考》，第99頁。
2. ↑  劉昫.  . 维基文库.「〔儀鳳四年〕六月辛亥，制大赦天下，改儀鳳四年為調露元年。」
3. ↑  歐陽脩.  . 维基文库.「〔調露元年〕六月辛亥，大赦，改元。」
4. ↑  司馬光.  . 维基文库.「〔調露元年〕六月，辛亥，赦天下，改元。」
5. ↑  劉昫.  . 维基文库.「〔調露二年八月〕乙丑，立英王哲為皇太子。改調露二年為永隆元年，赦天下，大酺三日。」
6. ↑  歐陽脩.  . 维基文库.「〔永隆元年八月〕乙丑，立英王哲為皇太子，大赦，改元，賜酺三日。」
7. ↑  司馬光.  . 维基文库.「〔永隆元年八月〕乙丑，立左衛大將軍、雍州牧英王哲為皇太子，改元，赦天下。」